# Fissurina alboscripta
Fissurina alboscripta är en lavart som först beskrevs av Coppins & P. James, och fick sitt nu gällande namn av Staiger. Fissurina alboscripta ingår i släktet Fissurina och familjen Graphidaceae.   Inga underarter finns listade i Catalogue of Life.